# In the Middle
"In the Middle" é uma canção do girl group britânico Sugababes, lançado em 22 de março de 2004 como o terceiro single de seu terceiro álbum de estúdio, Three (2003). As Sugababes foram inspirados a compor a música com base nas diferentes situações experimentadas em uma noite fora; Elas escreveram em colaboração com Miranda Cooper, Brian Higgins, Niara Scarlett, Shawn Lee, Lisa Cowling, Andre Tegler, Phil Fuldner e Michael Bellina. Higgins, Xenomania e Jeremy Wheatley produziram a música. "In the Middle" é um disco de dance-pop, R&B, influenciada pelo funk que contém uma amostra da música "U Know Y" do DJ alemão Moguai.
A música recebeu críticas favoráveis dos críticos, que elogiaram sua produção e apelação, e foi nomeado para o melhor single britânico no BRIT Awards de 2005. O single alcançou os dez melhores nas paradas da Hungria, Holanda e Reino Unido. Também atingiu o pico dos quarenta nas paradas na Austrália, Áustria, Alemanha, Irlanda e Suíça. Matthew Rolston dirigiu o videoclipe da música, que foi filmado em Pinewood Studios, Londres. Possui efeito de tela verde e configurações mágicas para os ambientes do vídeo. Os Sugababes cantou a música em suas turnês em apoio a Three, Overloaded: The Singles Collection (2006) e Change (2007).

## Desenvolvimento e lançamento
As Sugababes escreveram "In the Middle" em colaboração com Miranda Cooper, Brian Higgins, Niara Scarlett, Shawn Lee, Lisa Cowling, Andre Tegler, Phil Fuldner e Michael Bellina, para o terceiro álbum de estúdio do grupo Three (2003). A integrante do grupo Heidi Range revelou que a banda queria escrever uma música com a qual pudessem se divertir; Foi inspirado por diferentes situações vividas durante uma noite fora. Keisha Buchanan, outra membro das Sugababes, disse à Digital Spy que escreveu 90% da música, mas não conseguiu compreender o significado da letra: "Eu acho que é porque, à medida que eu envelheci, eu realmente não me identifico com a letra . Foi mais uma canção divertida, mas simplesmente não a sinto mais em mim." Higgins, Xenomania e Jeremy Wheatley produziram a música; O último a  mixou no Town House Studios, em Londres. "In the Middle" foi programado por Matt Duguid, Nick Coler, Tim Powell e Tim Larcombe.
O Sugababes confirmou através de seu site oficial em fevereiro de 2004 que "In the Middle" seria lançado como o terceiro single do álbum. A Island Records o lançou em 22 de março de 2004 como um CD single e descarga digital. O lançamento da música coincidiu com o início da turnê do grupo no Reino Unido em março de 2004. O CD single e as versões de download digital contêm um lado B intitulado "Disturbed". Um maxi single foi liberado; Ele inclui o lado B "Colder in the Rain" e duas remixes da faixa, incluindo uma pela DJ Hyper, que aparece em seu álbum de remix, Wired (2004). "In the Middle" é apresentado no álbum de grandes sucessos do grupo Overloaded: The Singles Collection.

## Composição e letra
"In the Middle" é uma música dance-pop, R&B, influenciada pelo funk. Harry Rubenstein, do Jerusalem Post, descreveu-o como um "experimental de estilo casa noturna".. De acordo com as partituras digitais publicadas por Hal Leonard Publishing, "In the Middle" foi composta na nota de Si menor usando o tempo comum, com um ritmo de 128 batimentos por minuto. É uma reminiscência dos singles do grupo "Round Round" e "Hole in the Head", ambos também produzidos pela Xenomania. "In the Middle" contém uma amostra de "U Know Y" do DJ alemão Moguai, e possui instrumentação de guitarra e teclado. A música contém um baixo que deriva de um trombone sintetizado. O conteúdo lírico de "In the Middle" é sobre encontrar um homem depois de uma noite fora, em que o refrão é aberto com as linhas, "Estou apanhados no meio, Jumping através do enigma, Eu estou caindo um pouco hoje à noite".

## Recepção

### Crítica
"In the Middle" recebeu críticas favoritas dos críticos. Natasha Perry, da Contactmusic.com, nomeou a música um dos "vencedores imediatos" do Three; Harry Rubenstein do Jerusalem Post também a considerou uma das melhores faixas do álbum. O escritor Andrew Mueller do The Guardian, considerou "In the Middle" como "vastamente superior", enquanto Alan Braidwood da BBC, a descreveu como um pop de qualidade. Ben Hogwood, da musicOMH, questionou o número de compositores que se formou para escrever a faixa, embora tenha sido citada como uma razão para a "produção polida e mais lisa do que o refrão liso". Escrevendo para o Daily Mirror, Gavin Martin elogiou a atitude das Sugababes na música, que ele descreveu como "colorida e explosiva". Dan Gennoe do Yahoo! Music, caracterizou "In the Middle" como um "retro hip-shake". Um crítico do Daily Record, considerou a música como "viciante e dançante" e escreveu que destaca os "encantos consideráveis" do grupo. O escritor notou que a faixa tem apelo de single com facilidade para conquistar o número um, "Freak Like Me" e "Round Round". O escritor do Daily Mail, Adrian Thrills, comentou que a música replica "a grandeza arrogância" do antigo material do grupo.
James Mortlock do Eastern Daily Press descreveu "In the Middle" como um clássico pop dos Sugababes, enquanto Phil Udell, da revista Hot Press, a considerou uma das melhores músicas pop dos anos 2000. "In the Middle" deu a Sugababes uma indicação ao prêmio BRIT Awards de 2005 pelo melhor single britânico. No entanto, a música foi adicionada à categoria após os organizadores do BRIT Awards terem cometido um erro com a lista original, conforme foi elaborado com o prazo incorreto.

### Comercial
"In the Middle" fez sua primeira aparição em cartaz no Irish Singles Chart em 25 de março de 2004, em que atingiu o pico no número 13. Passou sete semanas no gráfico, e foi o segundo segundo consecutivo a atingir o pico nesta posição. A música estreou e chegou ao número oito no UK Singles Chart para a edição de 3 de abril de 2004 e tornou-se o terceiro hit consecutivo do grupo no top-10 do Reino Unido. Passou oito semanas no gráfico. O pico do single mais alto no gráfico foi no gráfico Dutch Top 40 dos Países Baixos, onde estreou no número trinta e um e atingiu o número sete três semanas depois. Tornou-se o 70º melhor desempenho do gráfico de 2004. "In the Middle" atingiu o número vinte e três no Swiss Singles Chart, número vinte e nove no German Singles Chart, número trinta e três no Austrian Singles Chart, e número quarenta sobre o gráfico belga (Flanders) Ultratop. O single alcançou o número nove no Hungarian Dance Chart e o número trinta e três no Hungarian Radio Chart. "In the Middle", entrou no número trinta e três no Australian Singles Chart, tornando-se o terceiro triunfo consecutivo da Sugababes na Austrália.

## Promoção

### Videoclipe

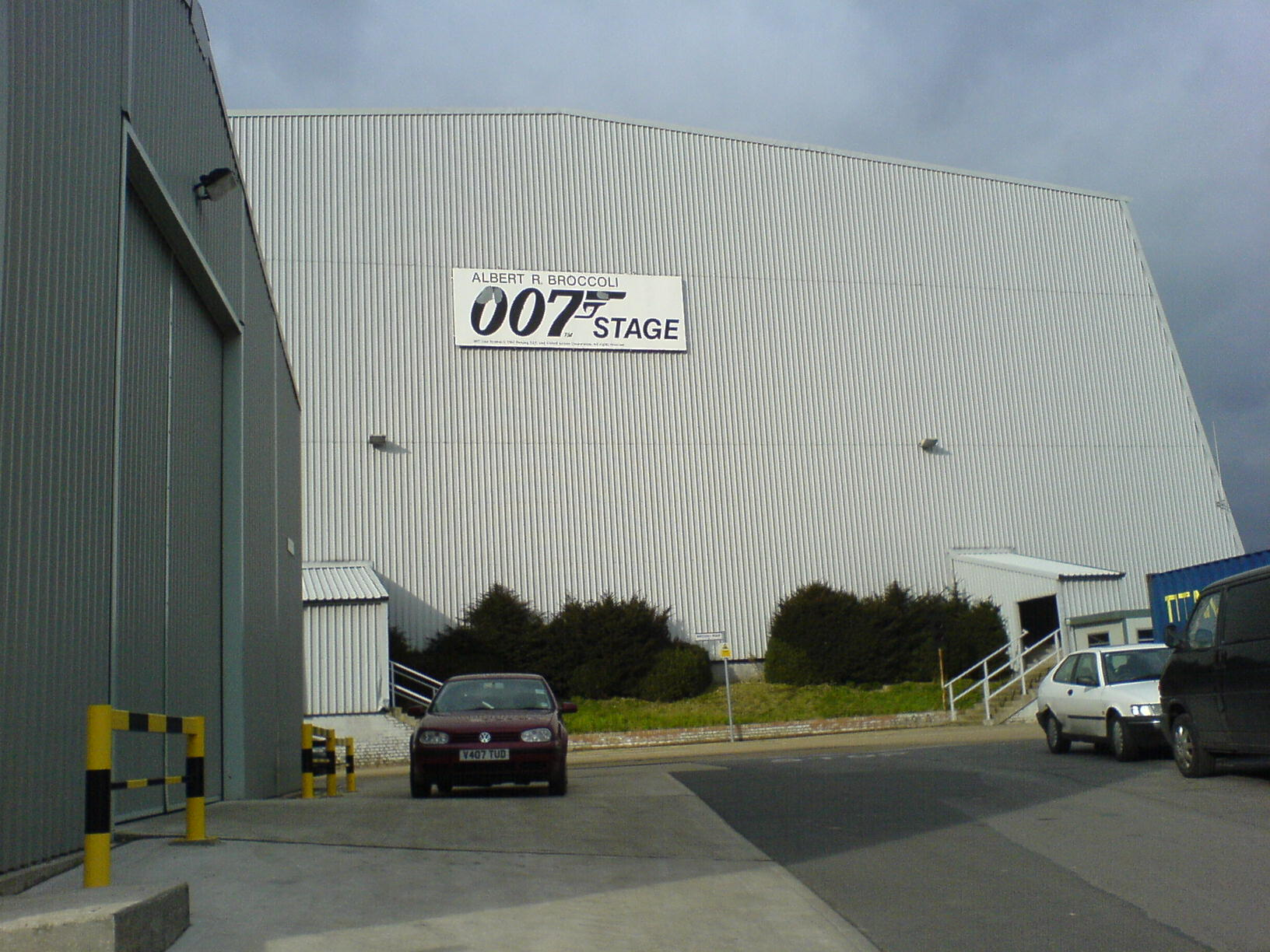
O videoclipe foi dirigido por Matthew Rolston e filmado no Pinewood Studios, em Londres, em fevereiro de 2004.

O videoclipe de "In the Middle" foi dirigido por Matthew Rolston, que dirigiu o clipe do single anterior do grupo "Hole in the Head". Foi filmado em Pinewood Studios, Londres, em fevereiro de 2004. A fotografia foi completada por Martin Ahlgren. Buchanan se absteve de revelar detalhes sobre o clipe antes do seu lançamento, dizendo: "A gravação foi muito boa, mas o que realmente acontece no vídeo está sendo mantido em segredo até que seja lançado. Estamos todas muito excitadas e não podemos esperar para ouvir o que nossos fãs acharam dele". Foi transmitido no site oficial da Sugababes e na televisão, em 20 de fevereiro de 2004, e foi incluído no lançamento do CD single.
Rolston usou o efeito da tela verde para produzir o clipe, enquanto os projetos e efeitos no ambiente foram criados por Jerry Steele. Rolston conceituou uma sala de vidro "em prisma" com seis lados e grandes paredes de vidro, nas quais Steele foi inspirado a aprimorá-lo com efeitos, incluindo reflexões e luzes. O clipe foi desenvolvido em configurações mágicas, pois o STEELE VFX criou "ambientes virtuais glamourosos", como uma sala de vidro cintilante. Buchanan usava um biquíni, coberto de correntes e espigas, pelo vídeo. Ela é exibida em uma sala azul e tem brilhos de cor de arco-íris em seu rosto. Buena, que é mostrada em um pole dancing em uma sala de cor verde, é mostrada controlando "elementos de fumaça" com as mãos. Range é mostrada em uma sala rosa e dançando em torno de uma cadeira e contra uma parede. Ao longo do vídeo, o nome de cada integrante do grupo aparece na tela, Mutya é coberta por fumaça, Keisha por diamantes e Heidi por cubos metálicos.

### Performances ao vivo
As Sugababes cantaram uma versão estendida de "In the Middle" durante sua turnê no Reino Unido em março e abril de 2004 para promover Three, em que foram apoiadas por uma banda de quatro músicos. O grupo cantou o single, juntamente com "Hole in the Head" e "Too Lost in You", no festival Birmingham's Party in the Park em 10 de julho de 2004. "In the Middle" foi incluído na set list definitiva da turnê de 2007 da banda em suporte a Overloaded: The Singles Collection. Além disso, foi cantado como parte da Change Tour, em que as performances apresentaram o grupo em saias grandes e espelhadas, enquanto os raios de luz refletiam o local. Kat Keogh do The Journal, elogiou o desempenho no City Hall de Newcastle como um dos destaques do show, enquanto um crítico do The Scotsman, descreveu o desempenho no Edinburgh Playhouse como "ridiculo", embora admitiu que o efeito da luz era "simples, mas fantásticamente eficaz ". As Sugababes cantaram "In the Middle" em 10 de julho de 2009 no Riverside Ground, no Condado de Durham, na Inglaterra, como parte do set list.

## Faixas
| - CD1 single / digital download 1. "In the Middle" – 3:38 2. "Disturbed" – 3:52 | - CD2 single 1. "In the Middle" – 3:54 2. "Colder in the Rain" – 4:34 3. "In the Middle" (Ruff & Jam METALTRoNIK MIX Edit) – 5:43 4. "In the Middle" (Hyper Remix Edit) – 5:46 5. "In the Middle" (Video) – 3:54 |

## Desempenho nas tabelas musicais

### Paradas semanais
| Chart (2004)                                   | Maior posição |
| ---------------------------------------------- | ------------- |
| O campo songid é OBRIGATÓRIO PARA PARADA ALEMÃ | 29            |
| Austrália (ARIA)                               | 33            |
| Áustria (Ö3 Austria Top 75)                    | 33            |
| Bélgica (Ultratip Bubbling Under da Valônia)   | 9             |
| Bélgica (Ultratop 50 de Flandres)              | 40            |
| Hungria (Dance Top 40)                         | 9             |
| Hungria (Rádiós Top 40)                        | 33            |
| Irlanda (IRMA)                                 | 13            |
| Países Baixos (Dutch Top 40)                   | 7             |
| Países Baixos (Single Top 100)                 | 20            |
| Reino Unido (UK Singles Chart)                 | 8             |
| Suíça (Schweizer Hitparade)                    | 23            |

| Chart (2004)                 | Posição |
| ---------------------------- | ------- |
| Países Baixos (Dutch Top 40) | 70      |